# Haganah
Haganah je bila židovska paramilitarna organizacija koja je postojala između 1920. i 1948. Organizacija je izvodila oružane napade na britanske i arapske ciljeve u Palestini, koja je tada bila pod britanskim protektorijatom. Poslije osnivanja države Izrael, organizacija je priključena regularnoj vojsci, IDF.u, (Izraelskim obrambenim snagama).
Tijekom Drugog svjetskog rata veliki broj članova organizacije Haganah je sudjelovao dragovoljno u britanskoj vojsci ali od 1945. godine su pripadnici organizacije napadali i britanske ciljeve u Palestini.
Osoba koja je školovala i razvila Haganah 1930-ih bio je Orde Wingate, kršćanin cionist i britanski zapovjednik (brigadni general 1943). Wingate je bio poznati i po gerilskom ratovanju u Burmi 1942. – 44.
Organizacija je priključena redovnim vojnim snagama Izraela 31. svibnja 1948. Još 1937., krilo Irgun Zwai Leumi odvojilo se od Haganah, jer su se protivili suradnji s Britancima.
Pripadnici organizacije Lehi, koji su ubili između ostalih Folka Bernadottea tijekom njegovih pregovaračkih pokušaja s Arapima i Židovima, bili su pripadnici grupacije koja se odvojila od Irguna.